# Zgodovinski vasi Širakava in Gokajama
Zgodovinski vasi Širakava-gō in Gokajama sta eno od japonskih območij Unescove svetovne dediščine. Kulturna lastnina je sestavljena iz treh zgodovinskih gorskih vasi na površini 68 hektarjev v oddaljeni dolini reke Šogava, ki se razteza čez mejo prefektur Gifu in Tojama v osrednji Japonski. Širakava-gō (白川郷, »staro okrožje Bele reke«) je v vasi Širakava v prefekturi Gifu. Območje Gokajama (五箇山, »Pet gora«) je razdeljeno med nekdanji vasi Kamitaira in Taira v Nantu v prefekturi Tojama.
Dolina je v gorskem območju s precejšnjim sneženjem, te vasi pa so znane po svojih skupinah kmečkih hiš, zgrajenih v arhitekturnem slogu, znanem kot gasšō-zukuri (合掌造り), ki so zasnovane tako, da zlahka odvržejo sneg s strmih streh.

## Geografija
Vse tri vasi ležijo v odmaknjeni dolini, obdani z visokimi in razgibanimi gorami, ki pozimi prejmejo posebno veliko snega. Oddaljenost in težka dostopnost sta močno omejevala povezavo te regije z zunanjim svetom vse do približno 1950-ih. Ta izolacija je privedla do razvoja edinstvene kulture in tradicije, vključno z arhitekturno tradicijo kmečkih hiš v slogu gasšo, ki se je prenašala iz generacije v generacijo. Nekaj časa je bila ta regija znana kot »zadnje neraziskano območje Japonske«.:45
Reka Šō leži v središču te regije. Izvira v južnih gorah, nato pa teče proti severu proti Japonskemu morju po globoki, vijugasti in ozki dolini, obdani z gorami, ki se dvigajo do višine 1500 metrov. Zaradi tega strmega terena je večina vasi na tem območju v ozkih pasovih zemlje ob dnu doline.

## Zgodovina
Gora Hakusan je glavna gora na tem območju in že od antičnih časov velja za sveti vrh. V 8. stoletju je območje Širakava-gō in Gokajama postalo lokacija za asketske verske prakse in gorsko čaščenje s središčem na gori Hakusan.
Dolgo časa zatem je bila regija pod nadzorom sekte Tendai budistične Japonske. Tradicija o Oči-udo Densecu (legenda o poraženih bojevnikih, ki bežijo v oddaljena območja) ostaja še danes, nedvomno zaradi svoje oddaljene, izolirane in gorate narave. Vero sekte Tendai je v 13. stoletju nadomestila sekta Džodo Šin, ki ostaja glavni verski vpliv do danes.:46
Danes vse tri vasi v sklopu svetovne dediščine pripadajo sodobni upravni organizaciji Mura sistema.

## Kmetijstvo in industrija
Gorat teren in pomanjkanje ravnine nista ponujala veliko možnosti za tradicionalno pridelavo riža. Kmetje so svoj pridelek v preteklosti dopolnjevali z drugimi žiti, kot sta ajda in proso. Kljub temu je bilo kmetijstvo le na ravni samooskrbnega kmetovanja. Tržni proizvodi, ki so prihajali s tega območja, so bili japonski papir (vaši), kalijev nitrat za proizvodnjo smodnika in svilarstvo (gojenje svilprejk). Proizvodnja sviloprejk sega v 16. stoletje, vendar se je kot stranska panoga uveljavila šele v poznem 17. stoletju. Uspevalo je vse do 1970-ih (razen obdobja med drugo svetovno vojno), a je od takrat popolnoma izginilo. Zahteva po velikih količinah notranjega prostora za legla sviloprejk in za shranjevanje njihove zaloge hrane (murvini listi) je privedla do hiš v slogu gasšo z večnivojsko razdelitvijo njihovih strešnih prostorov za povečanje funkcionalne površine. :46–47

## Gradnja hiš
Za hišo v slogu gasšō-zukuri (合掌造り, dobesedno slog »sklenjenih rok«) je značilna strmo poševna slamnata streha, ki spominja na dve roki, sklenjeni v molitvi. Zasnova je izjemno močna in v kombinaciji z edinstvenimi lastnostmi slamnate kritine hišam omogoča, da prenesejo in se znebijo teže močnega sneženja v regiji pozimi.:70
Hiše so velike, s tremi do štirimi nadstropji, obdanimi med nizkimi napušči, in zgodovinsko namenjene bivanju velikih razširjenih družin in zelo učinkovitemu prostoru za različne proizvodnje. Gosto gozdnate gore v regiji še vedno zavzemajo 96 % vsega ozemlja na tem območju in pred uvedbo težkih strojev za zemeljska dela so ozki pasovi ravnih zemljišč, ki potekajo vzdolž rečne doline, omejevali območje, ki je bilo na voljo za kmetijstvo in razvoj. Zgornja nadstropja hiš so bila običajno namenjena gojenju sviloprejk, medtem ko so se območja pod prvim (pritličjem) pogosto uporabljala za proizvodnjo nitra, ene od surovin, potrebnih za proizvodnjo smodnika.:46
Hiša v slogu gasšo je arhitekturno ena najpomembnejših in redkih vrst kmečke hiše na Japonskem. Združevanje toliko ohranjenih primerov je dalo mestu svetovne dediščine utemeljitev za vpis (tj. formalno priznanje). Ta samozavestni slog gradnje hiše je edinstven na Japonskem in nikjer drugje v državi se strešni prostor običajno ne uporablja, razen za pasivno skladiščenje in ne na dvo-, tri- ali štirinadstropni način, kot je prikazano tukaj.:61–62

## Svetovna dediščina Unesca
Svetovna dediščina je sestavljena iz treh zgodovinskih gorskih vasi, Ogimači, Ainokura in Suganuma, ki jih obkrožajo strme gozdnate gore regije Čubu v osrednji Japonski. Skupno je območje, vpisano kot svetovna dediščina za te tri vasi, 68 hektarjev (0,68 km2). Vendar pa je vsako vaško območje zaščiteno znotraj varovalnega pasu (varovalni pas I), v katerem strogi predpisi ohranjajo zgodovinsko okolje. To zajema veliko večje sekundarno območje (Buffer Zone II), ki obsega skupno 545,38 kvadratnih kilometrov, v katerem so razvojni ukrepi v določenem obsegu nadzorovani za ohranitev naravnega okolja in kulturne krajine.
Odbor se je odločil, da območje vpiše pod merila (iv) in (v), saj so vasi izjemni primeri tradicionalne človeške naselbine, ki je popolnoma prilagojena svojemu okolju. Odbor je ugotovil uspešno prilagajanje gospodarskim spremembam in da je preživetje mogoče zagotoviti le s stalno budnostjo obeh strani, oblasti in prebivalcev.

### Vas Ogimači
Približno v času uradnega vpisa na seznam svetovne dediščine (avgust 1994) je Ogimači vseboval 152 gospodinjstev in imel 634 prebivalcev. Dokumenti iz leta 1876 so pokazali, da je imela vas Ogimači takrat 99 gospodinjstev in je bila največja od 23 vasi, ki spadajo v Širakava-Muri. Osrednji del vasi je na terasi na vzhodni strani reke Šo, dolgi približno 1500 metrov in široki 350 metrov, in je na nadmorski višini okoli 500 metrov.:48
Večina kmečkih hiš je med seboj ločenih s parcelami obdelovalne zemlje. Mreža majhnih cest, širokih približno 2 do 4 metre, povezuje te hiše in sega v obdobje Edo. Prevladujoča, 6 m široka cesta poteka v smeri sever-jug skozi središče vasi in je novejša, zgrajena je bila leta 1890. Te hiše, zgrajene na strmem terenu blizu vznožja gora, so na majhnih terasah, podprtih s kamnitimi zidovi. Meje posesti so opredeljene z mrežo majhnih cest, zato ima vas odprto naravo. Večina zemljišč za pridelavo riža ali žita je zelo majhnih, večja zemljišča pa najdemo na severni in južni strani vasi. V južnem osrednjem delu vasi je šintoistično svetišče, v katerem je božanstvo, ki varuje vas. Obstajata tudi dva budistična templja sekte Džodo Šinšu:48
117 stavb in sedem dodatnih zgradb je vključenih v oznako »zgodovinske stavbe vasi Ogimači«, ki jih je treba ohraniti. Med njimi je 59 kmečkih hiš v slogu gasšo, večinoma zgrajenih med koncem obdobja Edo in koncem obdobja Meidži. (tj. začetek 19. do začetek 20. stoletja). Vsa slemena teh hiš so poravnana vzporedno z reko Šo, kar ustvarja enotno in privlačno vaško sceno.:48–49

### Vas Ainokura
Vas leži na visoki, a ozki terasasti planoti zahodno od reke Šo in precej nad njo. Ainokura, obdana z gorami in gozdovi, leži na nadmorski višini okoli 400 metrov. Stara ozka cesta teče od severovzhoda proti jugozahodu skozi središče vasi in sčasoma postane glavna gorska dostopna pot, ki je bila zgrajena leta 1887. Toda leta 1958 je bila zgrajena nova in širša cesta, ki precej moti razgled skozi vas.:50
Od avgusta 1994 je bilo v vasi Ainokura 27 gospodinjstev, kar je ustvarilo populacijo 90 posameznikov. Leta 1887 pa je bilo 47 gospodinjstev, zaradi česar je bila takrat četrta največja od 25 vasi na območju Taira-mura. Večina hiš stoji na ravnih, odprtih terasah s kamnitimi podpornimi zidovi in malo prostora okoli njih. Tista namakana riževa polja, ki obdajajo stanovanjska območja, so majhna in nepravilne oblike. Večja riževa polja so na severovzhodni strani vasi. Nekatere višje so bile prvotno uporabljene za gojenje murv za proizvodnjo sviloprejk. Vas Ainokura je imela med vsemi vasmi v Taira-muri najmočnejšo tradicijo svilastva. Vendar pa je industrija v 1950-ih tukaj nazadovala, ko je prizadevanje za samooskrbo s hrano privedlo do preoblikovanja murvinih polj v proizvodnjo riža. Vodo za namakanje večinoma dovaja sistem akvaduktov, ki poteka iz rečne doline v gorah zahodno od vasi in poteka skozi mrežo finih kanalov znotraj vasi. :50–51
67 stavb in pet dodatnih struktur je vključenih v oznako »zgodovinske stavbe vasi Ainokura«, ki jih je treba ohraniti. Od tega je bilo prvotno vključenih 20 kmečkih hiš v slogu gasšo, ki pa se je od takrat povečalo na 23. Večina jih je od konca obdobja Edo do konca obdobja Meidži (tj. od začetka 19. do začetka 20. stoletja), najstarejša med njimi pa sega v pozno 17. stoletje. Tlorisi prostorov so bili kvadrat s štirimi sobami ali večja stavba s šestimi sobami, plus njihov zemeljski prostor. Šintoistično svetišče, v katerem živi vaško božanstvo, je na vzpetini blizu središča vasi in je danes obdano z drevesi japonske cedre. Budistični tempelj sekte Džodo Šinšu tvori versko središče skupnosti.:51

### Vas Suganuma
Suganuma je najmanjša od treh vasi na seznamu svetovne dediščine, saj ima od leta 1994 samo 8 gospodinjstev in 40 prebivalcev. Zapisi iz leta 1889 razkrivajo, da je bilo takrat v vasi 13 gospodinjstev, zaradi česar je bila 9. največja vas 19 vasi na območju Kamitaira-mura. Vas leži na nadmorski višini okoli 330 metrov in leži na terasasti planoti, veliki le 230 krat 240 metrov, s strmimi gorskimi pobočji na jugu. Gozdovi na teh pobočjih so zaščiteni tudi na seznamu svetovne dediščine, da zadržijo sneg pred vasjo. Podiranje dreves je tukaj prepovedano.:52
Razen enega velikega namakanega riževega polja na spodnji strani vasi, vsa druga riževa polja ali parcele obkrožajo same kmetije. Namakanje je bilo uvedeno šele leta 1945; pred tem je bila zemlja uporabljena za gojenje murve za podporo proizvodnje sviloprejk.:53
28 stavb in dve drugi zgradbi sta vključeni v oznako »zgodovinske stavbe vasi Suganama«, ki jih je treba ohraniti. Zdaj je ohranjenih devet hiš v slogu gasšo, od katerih sta bili dve zgrajeni proti koncu obdobja Edo (tj. začetek 19. stoletja), šest drugih pa je bilo zgrajenih v obdobju Meidži (tj. med 1868 in 1912). Zadnja hiša, ki je bila zgrajena tukaj, je bila zgrajena leta 1926. Skladišča so bila lesena ali zemeljska konstrukcija in so bila zgrajena stran od hiš, da bi zmanjšali nevarnost požara. Šintoistično svetišče vaškega božanstva je danes na rahli vzpetini, a je bilo od leta 1930 dvakrat prestavljeno.:53

## Zaščita
Zaradi načina gradnje je požar resna nevarnost za številne objekte na območju svetovne dediščine. Vse tri vasi so opremljene s kompleksnimi sistemi za gašenje požarov, prebivalci pa so organizirani v gasilske čete.
Poleg tega, da so vpisane kot svetovna dediščina, je nabor nepremičnin v teh vaseh opredeljen tudi kot »pomembna ohranjena območja za skupine zgodovinskih stavb, kot je opredeljeno v japonskem zakonu o varstvu kulturnih dobrin«.:43  Potrebno je bilo pripraviti ohranitvene načrte, da se zagotovi zaščita pred poškodbami in omejitev dejavnosti, ki bi lahko uničile same lastnosti ali spremenile obstoječo krajino.
Vsak lastnik je neposredno odgovoren za upravljanje in popravilo svoje lastnine, čeprav je to nadzorovano, da se zagotovi, da uporabljajo tradicionalne metode in materiale ter sledijo dogovorjenim načrtom ohranjanja. Splošno odgovornost za zaščito zgodovinskih vasi nosi Agencija za kulturne zadeve japonske vlade v povezavi z drugimi organi, kot so japonsko ministrstvo za okolje, ministrstvo za kmetijstvo, gozdarstvo in ribištvo (vključno z agencijo za gozdove), Ministrstvo za zemljo, infrastrukturo, promet in turizem, prefektura Tojama, prefektura Gifu, vas Širakava in mesto Nanto.